# Liste der Museen in Schwabach
Die Liste der Museen in Schwabach gibt einen Überblick über aktuelle und ehemalige Museen in der kreisfreien Stadt Schwabach in Bayern.

## Aktuelle Museen
| Name                                  | Kurzbeschreibung | gegründet/ eröffnet | Träger                                                                    | Standort                     | Bild           | Link |
| ------------------------------------- | --- | ------------------- | ------------------------------------------------------------------------- | ---------------------------- | -------------- | ---- |
| Jüdisches Museum Franken in Schwabach | In einem ehemals jüdischen Wohnhaus wurde bei Sanierungsarbeiten eine historische Laubhütte mit eindrucksvoller Wandmalerei aus dem 18. Jahrhundert entdeckt. Die begleitende Ausstellung informiert über das jüdische Laubhüttenfest, die Geschichte des Hauses und die Geschichte der Juden in Schwabach. |                     | Trägerverein Jüdisches Museum Franken in Fürth, Schnaittach und Schwabach | Synagogengasse               | weitere Bilder |      |
| Stadtmuseum Schwabach                 | Die Dauerausstellung informiert über die Stadtgeschichte Schwabachs. Eine Abteilung ist der Gold- und Metallverarbeitung gewidmet, die in Schabach eine jahrhundertelange Tradition hat. Eine weitere Abteilung zeigt Modelleisenbahnen der Gebrüder Fleischmann.                                           | 1994                | Stadt Schwabach                                                           | ehemaliges Wehrmachtsgebäude | weitere Bilder |      |